# Svoboda, Dobrici
Svoboda (în bulgară Свобода, în română Mansurova) este un sat în comuna Dobricika, regiunea Dobrici, Dobrogea de Sud, Bulgaria. 
Între anii 1913-1940 a făcut parte din plasa Ezibei a județului Caliacra, România.

## Demografie
Componența etnică a satului Svoboda
     Turci (3,5%)
     Bulgari (90,05%)
     Romi (5,84%)
     Nicio identificare (0,58%)
La recensământul din 2011, populația satului Svoboda era de 171 locuitori. Din punct de vedere etnic, majoritatea locuitorilor (90,05%) erau bulgari, existând și minorități de romi (5,84%) și turci (3,5%). Pentru 0,58% din locuitori nu este cunoscută apartenența etnică.